# Hinterrod

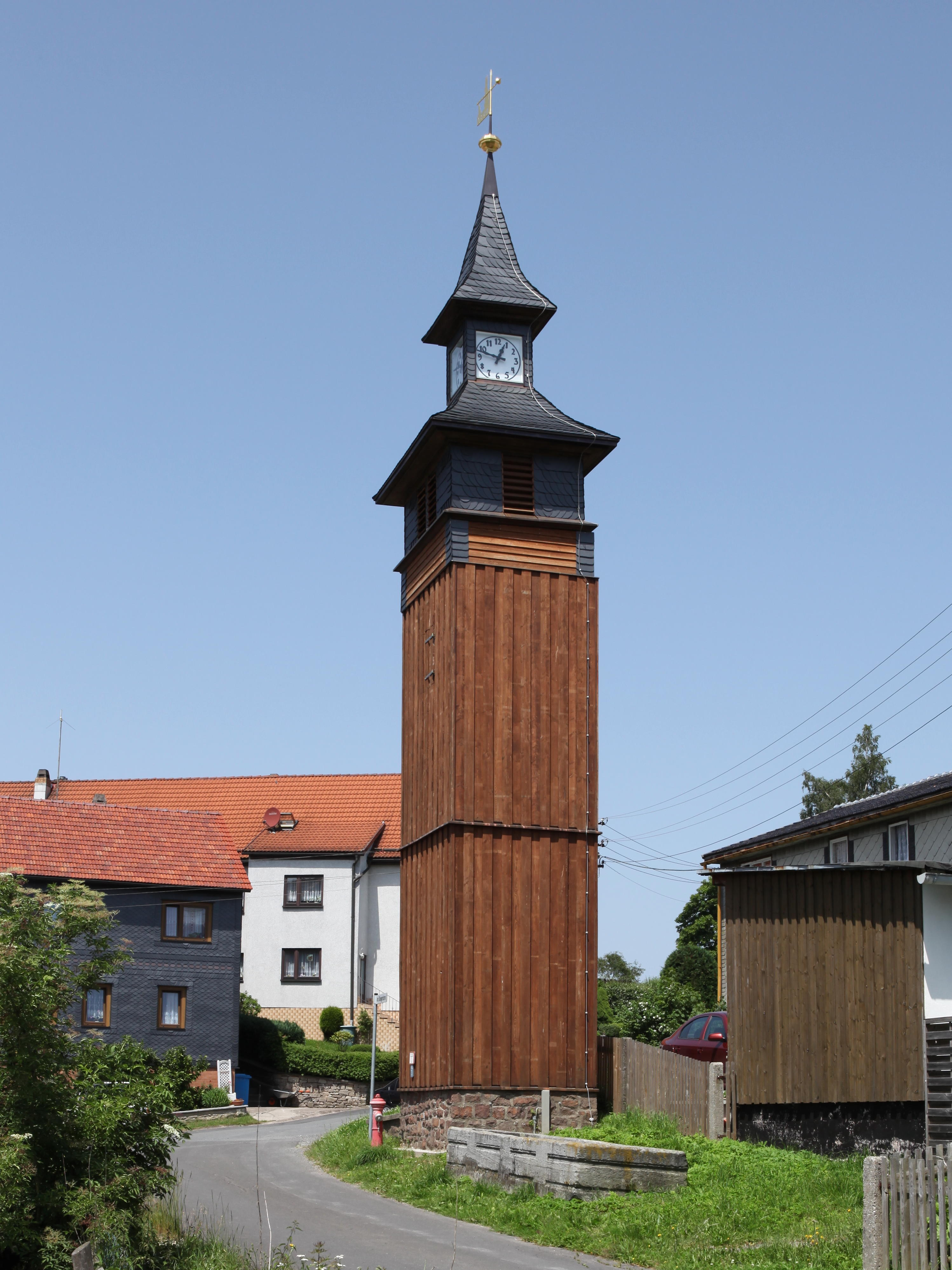
Steigerturm

Hinterrod und Waffenrod bilden den gemeinsamen Ortsteil Waffenrod/Hinterrod der Stadt Eisfeld im Landkreis Hildburghausen in Thüringen.

## Lage
Die beiden Orte liegen dicht zusammen im Naturpark Thüringer Wald an der Landesstraße 2053 Eisfeld-Masserberg umgeben von Wiesen und Wald und Feuchtbiotopen-Quellmulden und Trockenrasenstandorten, also auf einem Hochplateau der Thüringer Kammlagen bei etwa 700 Metern über NN.

## Geschichte
Hinterrod wurde 1330–1340 erstmals urkundlich erwähnt.
Mit Masserberg sind Waffenrod und Hinterrod bedeutende Punkte für Tourismus und Sport. 525 Einwohner wohnen in beiden Ansiedlungen. Tourismus und Handwerk geben Arbeitsplätze. 1927 baute die Gemeinde eine Kirche. Ein Stadtilmer Orgelbauer sanierte die Orgel.